# استفان روسی
استفان روسی (انگلیسی: Stéphane Rossi؛ زادهٔ ۲۶ مارس ۱۹۶۴) بازیکن فوتبال اهل فرانسه است.